# История почты и почтовых марок Северогерманского союза
История почты и почтовых марок Северогерманского союза соответствует периоду самостоятельной почтовой службы этого конфедеративного образования в 1868—1871 годах. В это время Северогерманским союзом производились эмиссии собственных почтовых марок.

## Развитие почты
История почты Северогерманского союза с момента его основания в 1867 году. Государства, вошедшие в Северогерманский союз, продолжали пользоваться своими конституциями, но должны были уступить союзу военное и морское управление, дипломатические сношения, заведование почтой, телеграфами, железными дорогами, денежной и метрической системами, банками, таможнями.
Для решения задач в области почтового обслуживания на территории союза с 1 января 1868 года был организован единый Северо-Германский почтовый округ, с центром в Берлине, на территории которого стали выпускаться собственные почтовые марки. Округ охватывал Брауншвейг, Бремен, Гамбург, Любек, Мекленбург-Шверин, Мекленбург-Стрелиц, Ольденбург, Пруссию (вместе с Ганновером, Шлезвигом-Гольштейном и почтовым княжеством Турн-и-Таксис) и Саксонию.
Первым генеральным директором почтовой службы Северогерманского союза был Карл Людвиг Рихард фон Филипсборн (Karl Ludwig Richard von Philipsborn), занимавший до того аналогичный пост в Пруссии. В 1870 году на эту должность был назначен Генрих фон Стефан, сыгравший значительную роль в организации и развитии немецкой почты.
С образованием в 1871 году Германской империи почтовое ведомство союза было трансформировано в Германскую имперскую почту.

## Выпуски почтовых марок
Первые марки поступили в почтовое обращение в 1868 году. Поскольку в денежных системах немецких государств существовали различия, марки одновременно эмитировались в разных валютах, с номиналами, изображёнными в кругу или в овале. В первом случае марки имели номиналы, выраженные в грошах, для употребления в северных немецких государствах почтового округа. Во втором случае номиналы в крейцерах соответствовали денежной системе южных государств округа. Тем не менее, на всех этих марках была проставлена одна и та же надпись «NORDDEUTSCHER POSTBEZIRK» («Северо-Германский почтовый округ»). Дополнительно были изданы марки для Гамбурга достоинством в ¼ шиллинга, на которых было указано: «NORDDEUTSCHER POSTBEZIRK. STADTPOSTBRIEF HAMBURG» («Северо-Германский почтовый округ. Письмо городской почты Гамбурга».
Вначале марки разделялись с помощью просечки, однако уже в начале 1869 года их стали снабжать перфорацией. 1 марта того же года появились марки высоких номиналов — в 10 и 30 грошей. Они были примечательны тем, что были отпечатаны на «золотобитном покрытии» для предотвращения их повторного почтового использования нечистыми на руку клиентами (благодаря тонкости данного материала). Одна из ранних марок в 1 грош применялась на конвертах в виде разрезанной марки (бисекта), в половинную стоимость (Sc #4b).
Последний выпуск почтовых марок союза состоялся также в 1869 году. Кроме того, в 1869 году издавались телеграфные марки, а в 1870 году — служебные (с надписью нем. «Dienstsachen»). Для оккупированных германскими войсками Эльзаса и Лотарингии в обращение были введены специальные марки, которые использовались с 1870 по 1881 год.
1 января 1872 года почтовые марки Северогерманского союза были изъяты из обращения и заменены первыми выпусками Германской империи.
Всего Северогерманским союзом было выпущено 26 почтовых марок основных типов (без учёта разновидностей по зубцовке и цвету, а также бисекта) и девять служебных.
В 1968 году к 100-летию выпуска первых марок союза выходила почтовая миниатюра Западной Германии  (Mi #569), на которой были даны изображения двух союзных марок номиналами в 1 грош (Sc #4a) и 7 крейцеров (Sc #10a).
| |                                      |
| Марка Северогерманского союза номиналом в 7 крейцеров в овале (для южных районов округа), 1868 (Sc #10) | Юбилейная марка ФРГ, 1968] (Mi #569) |